# 333717 Alexgreaves
333717 Alexgreaves este o planetă minoră (asteroid) din centura de asteroizi. A fost descoperită pe 16 septembrie 2009 la Mayhill⁠(d) de Norman Falla⁠(d). 
Obiectul prezintă o orbită caracterizată de o semiaxă mare de 2,2538141943892 UAi, o excentricitate de 0,15, o înclinație de 5 ° în raport cu ecliptica.